# Chiesa di Santa Maria degli Angeli (Sarna)
La chiesa di Santa Maria degli Angeli, meglio conosciuta come chiesa di Sarna, è la chiesa parrocchiale dell'omonima frazione di Faenza, a 8 km dalla città.

## Storia
Sarna è un nome di località molto antico, ma il significato non chiaro. Secondo alcuni sarebbe da collegare ad un termine di origine prelatina dal significato di “luogo ghiaioso, alluvionale”, secondo altri potrebbe essere il nome dell'antico proprietario romano di quei terreni (Sarnus).
II primo ricordo della Pieve nei documenti notarili risale al X secolo, ma l'edificio è di certo molto precedente a quella data. Anche se gli studiosi non sono tutti concordi, le strutture più antiche della chiesa potrebbero risalire addirittura al VII secolo. Uno dei primi interventi di cui siamo a conoscenza è la costruzione del campanile tra il 1686 e il 1721, attribuito all’architetto faentino Carlo Cesare Scaletta.
Successivamente vennero eseguite delle opere di trasformazione interna dall'arciprete Tomaso Violani tra il 1752 quando la andò a visitare Cantoni e non vi trovò novità, e il 1768 quando il vescovo De Buoi rinvenne la chiesa completamente trasformata. Scrive così Violani nel suo inventario: "e rifatta tutta di nuovo, e rimessa a volto nella navata di mezzo, con stucchi, corniciamenti elliganti e moderni... con spesa ormai di poco meno di scudi mille... Si è rimessa la cappella in miglior forma con stucchi e lavorieri alla chinese e vi ho fatto fare un quadro nuovo in Venezia, opera del signor Nicola Valletti Greco, che prima stette molti anni in Faenza... La navata laterale è pur rifatta tutta di nuovo con muro nuovo sino da fondamenti ed è quella che rimane in cornu epistole".
Un decennio più tardi consistenti furono i lavori eseguiti per opera di Giovan Battista Campidori (noto architetto faentino) che andò a rivisitare completamente l’interno della chiesa. È sua la volontà di accostare elementi classici (trabeazione e capitelli) a temi barocchi (lunette a bocca di leone).
Tra il 1790 e il 1800 l'arciprete Marchetti, successore di Violani, fece assicurare con tre chiavi di ferro la facciata, provvedendo anche a far stuccare, stabilire e imbiancare la stessa.  Così scrive: "La facciata era in cattivo stato; fu da me assicurata con tre chiavi di ferro, e fu rimesso uno sperone nel mezzo dalla parte destra, fu stretta, stuccata tutta, e stabilita e imbiancata".
Nel 1921, l’ingegnere faentino Ercole Alberghi insieme al perito Baruzzi, si occuparono del rifacimento dei pilastri e delle lesene del portale, progettarono le nuove porte laterali e inserirono le siepi all’entrata della chiesa. Tra il 1951 e il 1964 a seguito dei danni della seconda guerra mondiale vennero fatte riparazioni a cura della ditta edile di Ettore Sangiorgi di Casale di Brisighella. Recentemente nel 2013 sono stati eseguiti dei lavori per il consolidamento dell’impianto fondale della zona presbiteriale e dell’abside attraverso l’esecuzione di micropali. È stato inoltre eseguito il ripristino e il restauro scientifico di alcune parti della muratura interna, degli stucchi, degli intonaci, del paramento murario e dei cornicioni del campanile ed è stata aggiunta una rampa per l'accesso a persone diversamente abili.

## Descrizione

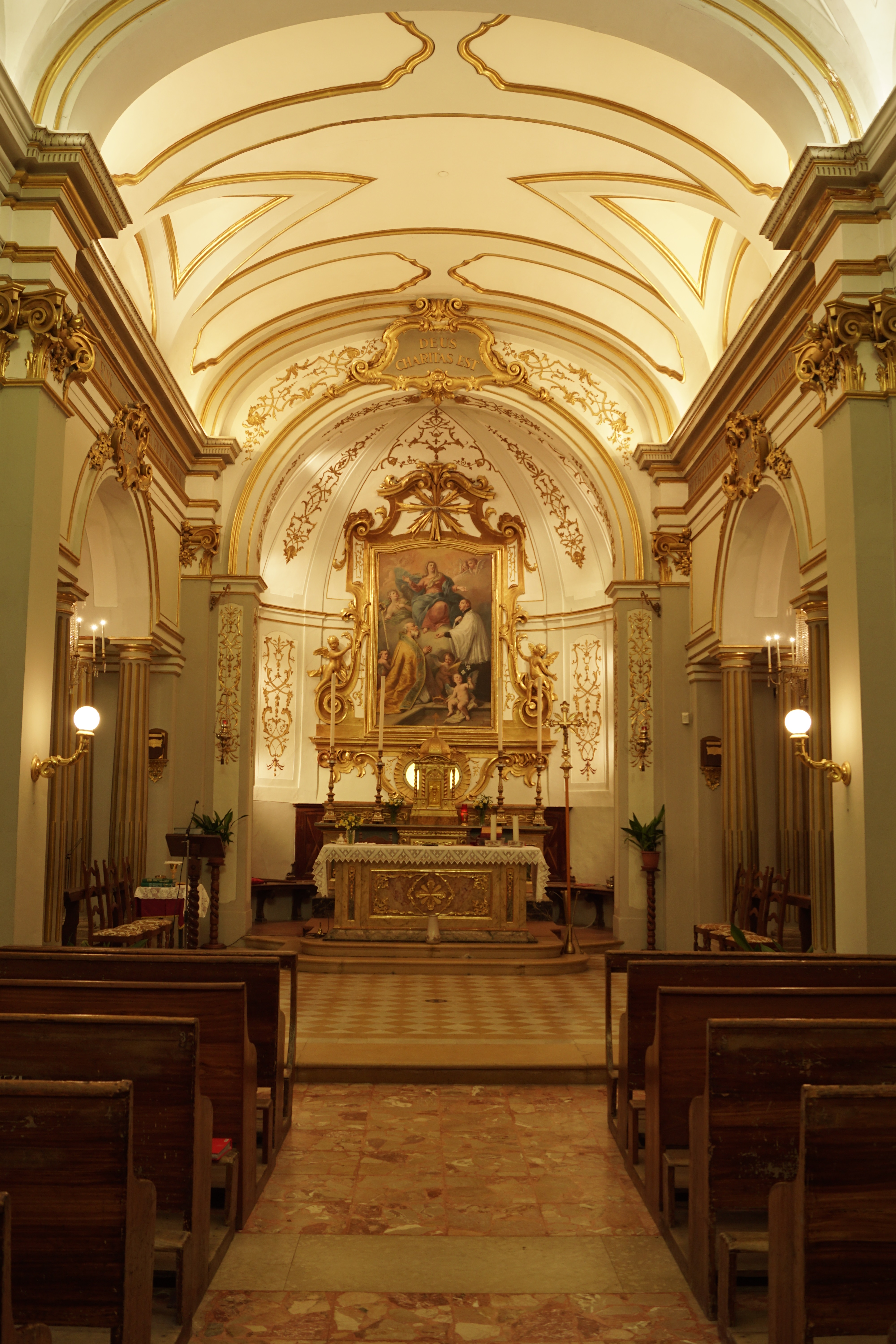
Interno

### Esterno
La chiesa di Sarna si erge su una scalinata con il fronte rivolto ad ovest.
La facciata principale è divisa da lesene in tre campate che si aggettano leggermente sul piano di fondo e presenta ai lati due finestre alte 1,40 metri, non strombate, con centina concentrica all’arcata, dal raggio medio di 0,25 metri. Il muro è alto verticalmente 3,20 metri e si sviluppa in orizzontale per 17 metri circa. Il portale centrale è ornato da cornice a timpano triangolare in mattoni a vista ed è sormontato da una lunetta nella parte alta.
La fiancata nord invece ha sette lesene elevate fino alla cornice del tetto. Sono presenti due finestre dalla larghezza di 0,50 metri e di altezza rispettivamente di 1,25 metri e 1,10 metri.
Una caratteristica rilevante è la diversa conformazione delle due fiancate, che fa supporre che quella sud possa essere più antica e risalente all’incirca al VII secolo, in base allo studio condotto sulle forme dell’architettura ravennate.

### Interno
L'interno è diviso in tre navate separate da pilastri con capitelli compositi reggenti una cornice modanata che corre in tutto il perimetro della navata centrale; questa risulta ampia quasi il doppio delle laterali. In fondo alla navata centrale è situato l’abside la cui forma è pentagonale dove sulla seconda e sulla quarta facciata vi sono situate due finestrelle a strombo. Tra l’abside e la navata centrale è posto l’altare del popolo. Questo è ornato davanti da un paliotto in tessuto con decorazioni lignee dorate mentre il retro è costituito da un paliotto in legno del XVIII secolo che presenta le figure dei santi Pietro e Paolo. La soluzione architettonica è originale, probabilmente tardo medioevale, le cui strutture sono state rivestite e modificate nel XVIII secolo per adeguarsi ad un gusto classico (trabeazione e capitelli) coniugato ai temi barocchi (le lunette a bocca di leone). I profili delle modanature, dei capitelli e le decorazioni del presbiterio sono dorati.
All’interno della chiesa sono conservate alcune interessanti opere d'arte. Oltre al celebre S. Antonio, ricordiamo la tela risalente alla seconda metà XVII secolo ad opera di Tommaso Missiroli meglio conosciuto come Pittor Villano (prolisso artista di formazione tardo carracesca, pittore ufficiale della controriforma diocesana) raffigurante la Madonna col Bambino incorniciati dai santi Domenico (posto alla sinistra della Vergine) e Rosa da Lima (alla sua destra) e da 4 angeli adolescenti intenti a suona e cantare; mentre sulle loro sommità si possono notare due putti alati reggere la corona sotto la Divina Colomba. Dello stesso pittore è anche l’Immacolata raffigurante, oltre ai due santi Antonio da Padova e Gaetano da Thiene, anche gli apostoli Filippo e Giacomo aggiunti successivamente (circa un secolo più tardi) per opera di Antonio Fanzaresi da Forlì. Non mancano inoltre angioletti e cherubini bialati sempre volti ad incorniciare la Madonna.
Agli anni che precedono i lavori di trasformazione risalgono le due porte, ora in sagrestia, che furono decorate nel 1731. Il riquadro inferiore, in ambedue, reca un tema floreale. Nel riquadro in alto invece, una ha lo stemma dell’Inquisizione in cui sono rappresentati tre monti sormontati dalla croce, dalla palma e dal giglio, e il moto “in ruinam/ et salutem” e l’altra ha lo stemma Cantoni con il motto “dulce decus/(pr)esidiumque n(ost)ruum”. Del 1752 è la pala dell’altare principale realizzata da Violani insieme al pittore veneziano Nicola Valletti sotto la direzione di Amigoni che rappresenta Maria Vergine assunta in cielo dagli angeli, San Macario Abate e San Luigi.
Rilevante è il tabernacolo a fonte appartenente al tardo cinquecento costituito da un robusto catino di sasso (fonte) recante al centro lo stemma Rondinini e da un tabernacolo eucaristico di recupero posto sopra. Che si tratta di un adattamento lo suggerisce il monogramma nel tondo alla base e i due angeli in adorazione. Coevo è l’altro tabernacolo in pietra serena, murato nella stessa cappella, in uso per il sacro olio degli infermi che ricorda i modelli toscani del quattrocento inoltrato.
All’interno della chiesa è presente anche un organo commissionato il 15 aprile 1873 da Don Filippo Ceroni, arciprete della Pieve di Santa Maria degli Angeli in Sarna all'artigiano bolognese Giochino Sarti. Nel 1891, dopo le rovine causate dalla seconda guerra mondiale e nel 1973, sono stati eseguiti restauri. In modo particolare quest’ultimi sotto la supervisione dell'artigiano Chicchi Rosario con l'assistenza di padre Albino Varotti.

## Galleria d'immagini

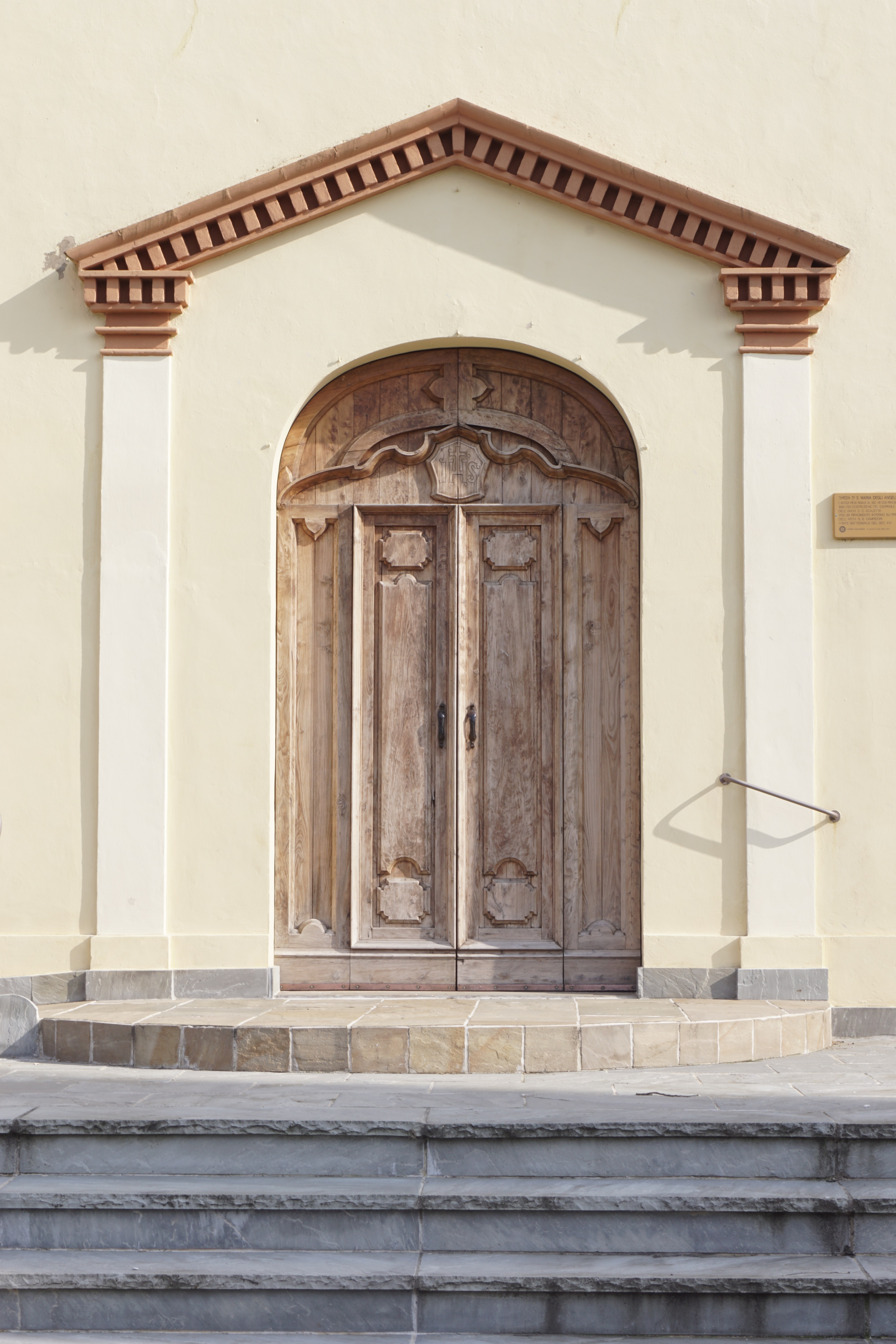
Portone d'ingresso
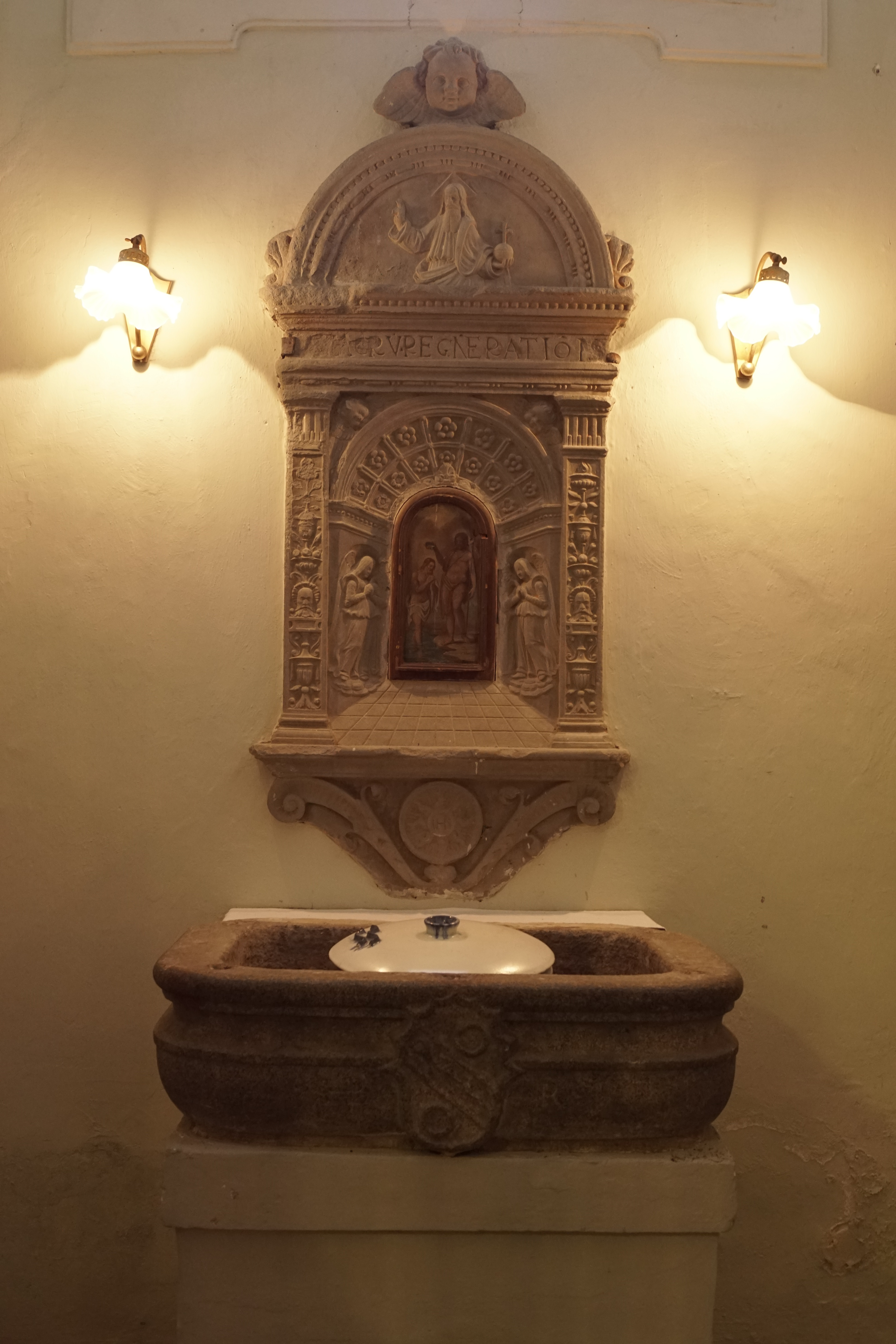
Fonte battesimale
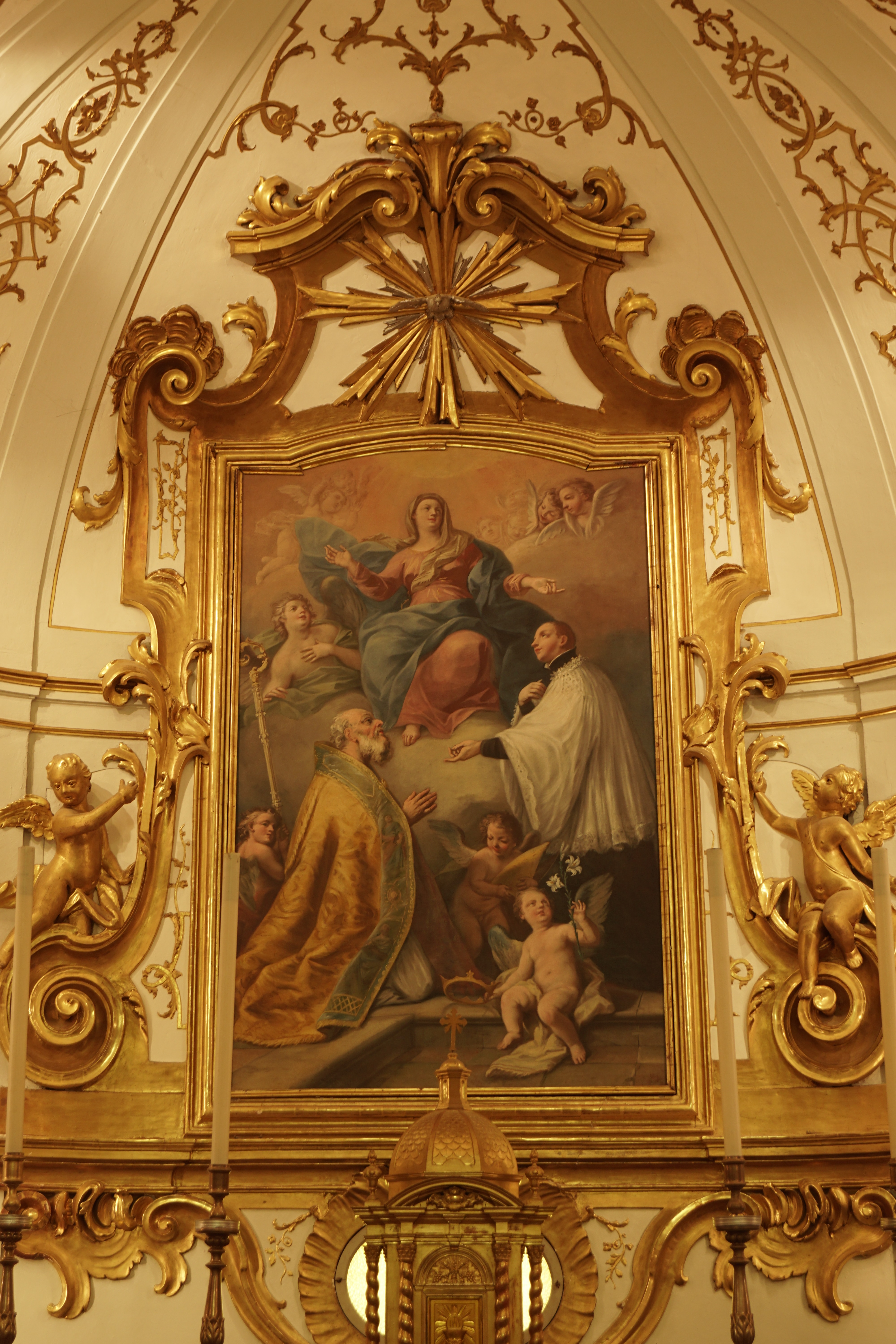
Pala dell'altare
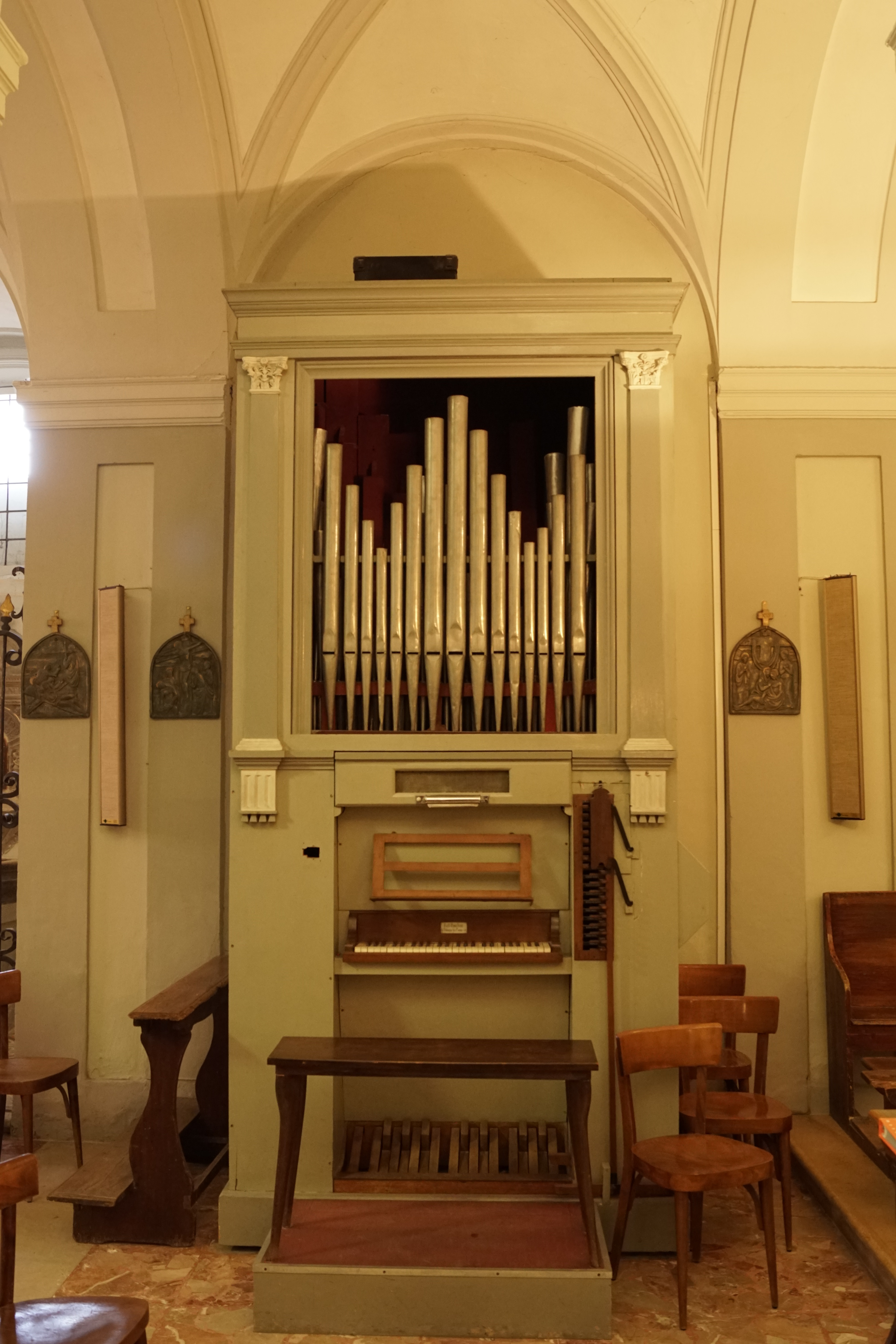
Organo